# Flabellophora velutinosa
Flabellophora velutinosa är en svampart som beskrevs av Corner 1987. Flabellophora velutinosa ingår i släktet Flabellophora och familjen Polyporaceae.   Inga underarter finns listade i Catalogue of Life.